# Porchester
Porchester – dzielnica miasta Nottingham, w Anglii, w hrabstwie Nottinghamshire, w dystrykcie Gedling. Leży 3,9 km od centrum miasta Nottingham i 177,3 km od Londynu. W 2011 roku dzielnica liczyła 7045 mieszkańców.